# Anthalia petiolata
Anthalia petiolata är en tvåvingeart som beskrevs av Axel Leonard Melander 1927. Anthalia petiolata ingår i släktet Anthalia och familjen puckeldansflugor.
Artens utbredningsområde är Idaho. Inga underarter finns listade i Catalogue of Life.